# Mollia longifolia
Mollia longifolia är en malvaväxtart som beskrevs av Richard Spruce och George Bentham. Mollia longifolia ingår i släktet Mollia och familjen malvaväxter. Inga underarter finns listade i Catalogue of Life.